# Successione esatta
In matematica, più precisamente in algebra omologica, una successione esatta è una successione di oggetti (che possono essere gruppi abeliani, moduli, spazi vettoriali o altro) e di morfismi in cui l'immagine di ognuno di essi coincida col nucleo del successivo. La nozione di successione esatta ha senso in ogni categoria abeliana.
Una successione esatta nella forma
{\displaystyle 0{\xrightarrow {}}A{\xrightarrow {f}}B{\xrightarrow {g}}C{\xrightarrow {}}0}
dove 0 rappresenta l'"oggetto nullo" (ad esempio il gruppo banale o lo spazio vettoriale di dimensione 0) è detta successione esatta corta: se f e g sono funzioni, allora f è iniettiva e g è suriettiva. Se invece la successione esatta è infinita è detta lunga.
Un altro caso particolare è la successione
{\displaystyle 0{\xrightarrow {}}A{\xrightarrow {f}}B{\xrightarrow {}}0}
che è esatta se e solo se f è un isomorfismo.